# Healesville Sanctuary
Koordinaten: 37° 40′ 56″ S, 145° 31′ 54″ O
Das Healesville Sanctuary ist ein in Australien befindlicher Zoo in der Stadt Healesville im Bundesstaat Victoria. Das Zentrum von Melbourne liegt in einer Entfernung von rund 50 Kilometern im Südwesten.

## Geschichte
Colin McKenzie, ein orthopädischer Chirurg hatte 1920 die Idee, eine Forschungsfeldstation für die Untersuchung der australischen Fauna einzurichten. Er bat die viktorianische Regierung um ein Stück Land und erhielt 32 Hektar des Coranderrk-Geländes, einer Aborigines-Missionsstation. 1934 wurde die Forschungsstation als Sir Colin McKenzie Sanctuary eröffnet. Als 1944 erstmalig in Gefangenschaft ein Schnabeltier geboren wurde, erzielte das Sanctuary weltweite Aufmerksamkeit. Meinungsverschiedenheiten führten 1949 dazu, dass die Regierung die Gesamtverantwortung übernahm. Mit staatlichen Zuschüssen, Sponsoring großer viktorianischer Industrieunternehmen, erhöhten Eintrittsgebühren und einer rentablen Verwaltung entwickelte sich das Unternehmen positiv und wurde 1978 als Healesville Sanctuary zu einem Mitglied des Melbourne Zoological Parks and Gardens Board.
Die Buschfeuer in Victoria 2009 veranlassten die Mitarbeiter des Healesville Sanctuary, ca. 200 der wertvollsten und seltensten Tiere vorsorglich zu evakuieren. Die Tiere wurden in den Melbourne Zoo und den Werribee Open Range Zoo ausgelagert. Die Tiere kehrten erst nach dem Abklingen der Brände und Beruhigung der Lage an ihren ursprünglichen Standort zurück.

## Anlagenkonzept und Tierbestand
Im Healesville Sanctuary werden rund 200 Tierarten gezeigt, die nahezu ausschließlich der australischen Fauna entstammen. Neben Säugetieren, Amphibien und Reptilien nehmen Vogelarten einen breiten Raum ein, darunter Singvögel, Wasservögel und Raubvögel. Viele in Australien stark gefährdete Vogelarten werden gezeigt. Einen Schwerpunkt bildet die Zucht von Lichenostomus melanops cassidix, einer vom Aussterben bedrohten Unterart des Goldscheitel-Honigfressers.

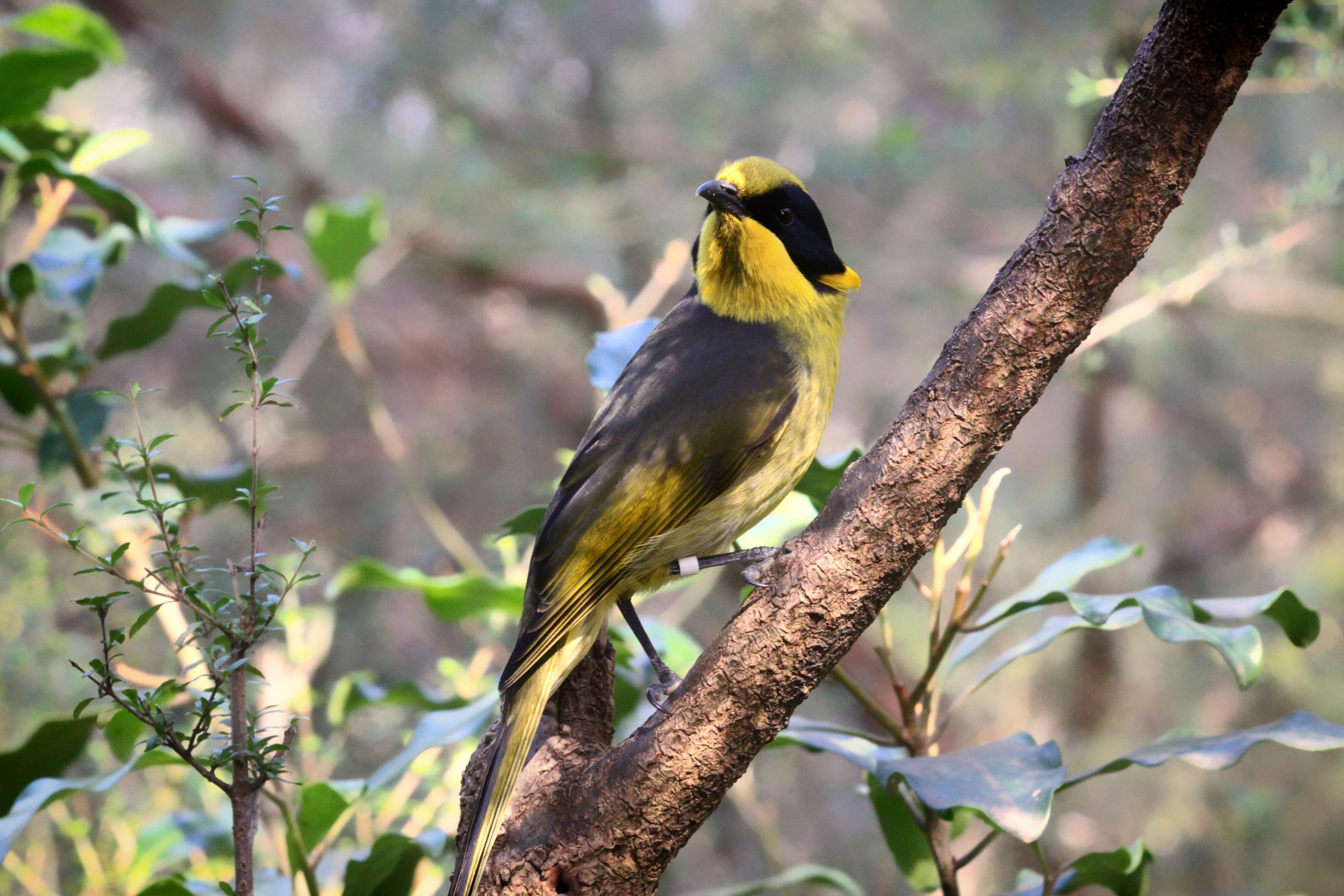
Lichenostomus melanops cassidix
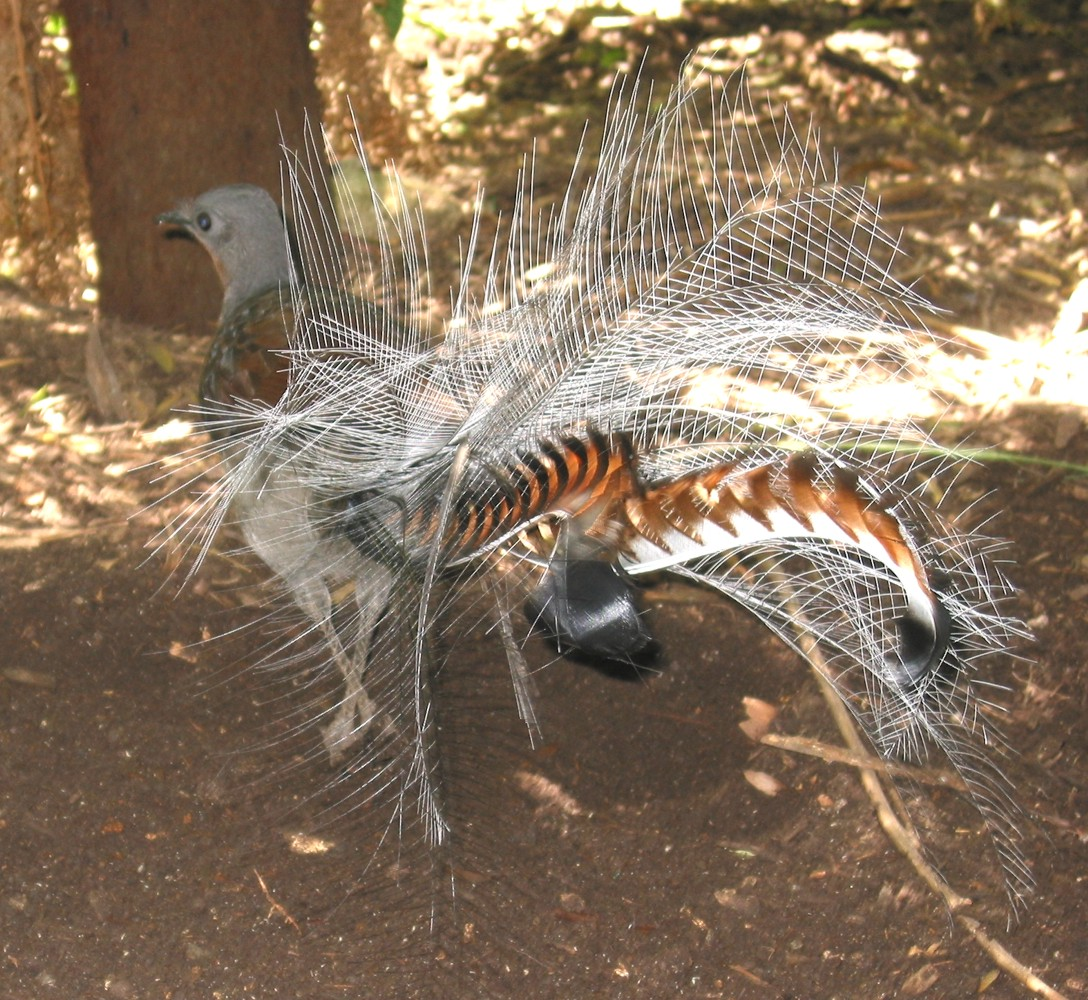
Graurücken-Leierschwanz
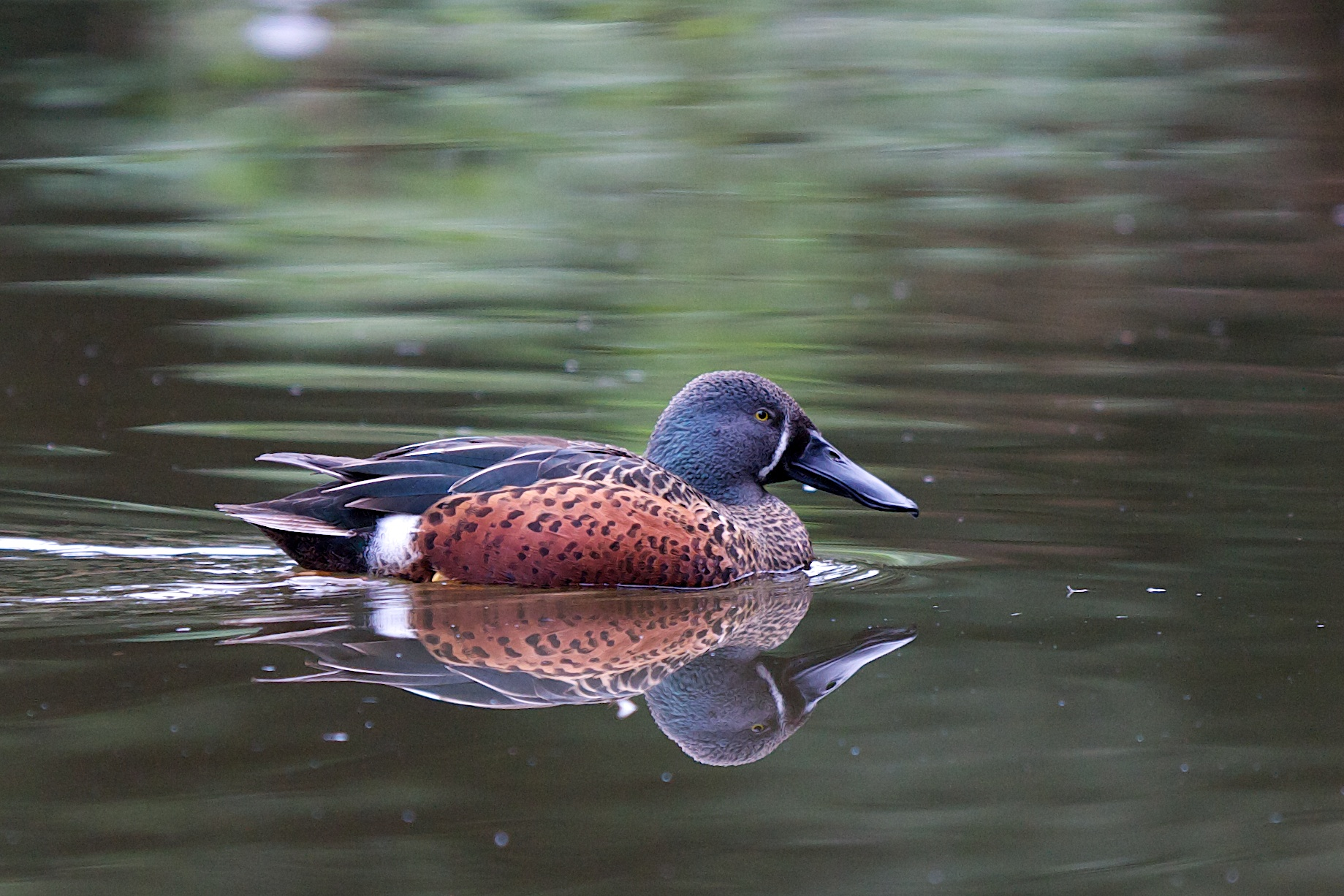
Australische Löffelente
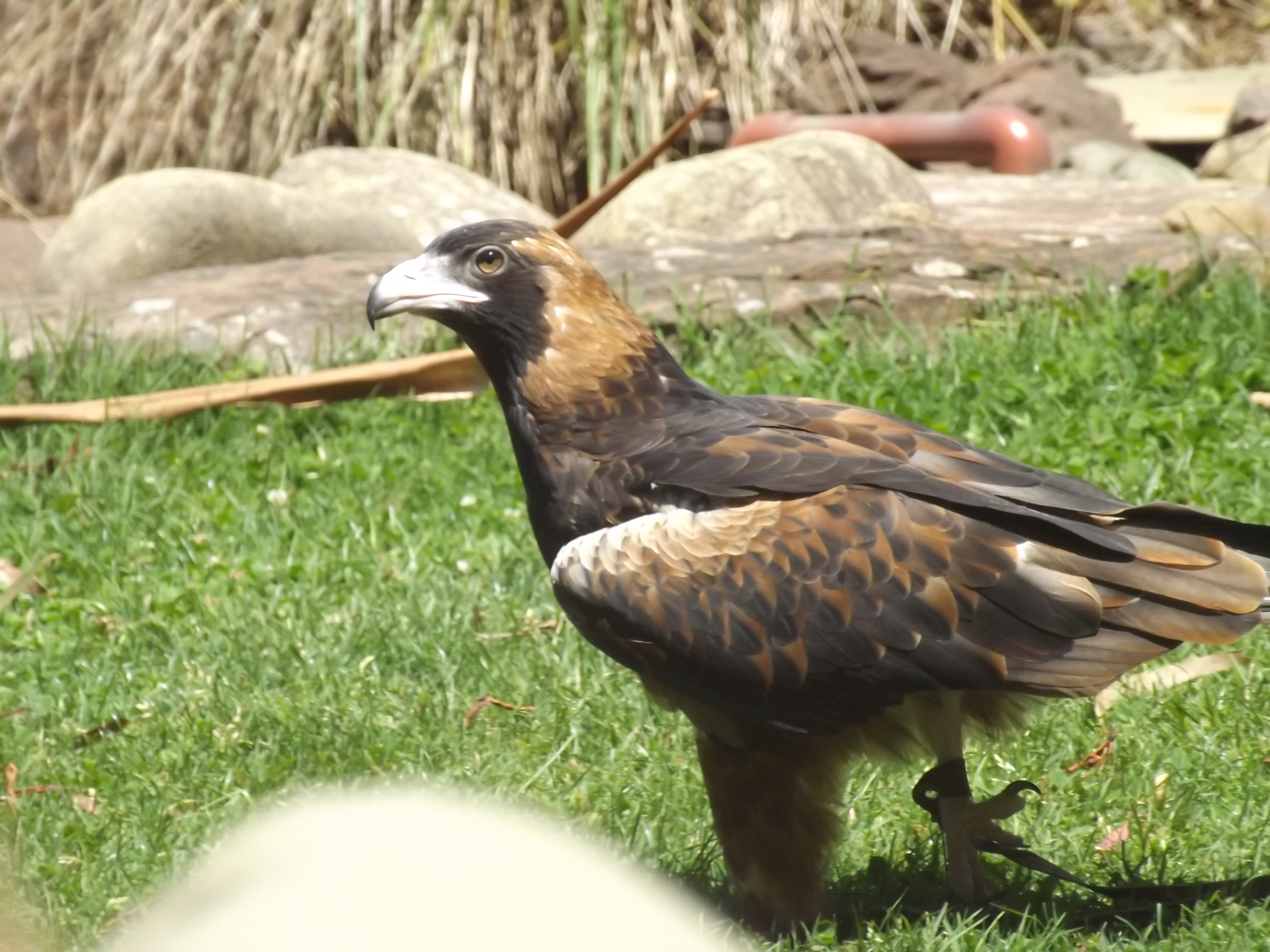
Schwarzbrustweih

Zu den gezeigten Säugetieren zählen Wombats, Kängurus, Koalas, Gleithörnchenbeutler, Beutelteufel, Dingos, Schnabeltiere, Beutelmarder, Kurzschnabeligel und Langnasenbeutler. Die einzelnen Anlagen können von verschiedenen Rundwegen aus besichtigt werden.

## Arterhaltungs- und Schutzprogramme
Unter dem Motto Fighting Extinction (Aussterben bekämpfen) haben die Zoos von Victoria, neben dem Healesville Sanctuary  noch der Melbourne Zoo, der Werribee Open Range Zoo sowie der Kyabram Fauna Park  ein gemeinsames Arterhaltungs- und Schutzprogramm aufgelegt, das 27 Tierarten umfasst (Stand 2024). Diese sind in Australien und Tasmanien heimisch, meist endemisch und von der Weltnaturschutzorganisation IUCN überwiegend als „vom Aussterben bedroht“ oder „stark gefährdet“ klassifiziert. Einige Arten kommen ausschließlich in Victoria vor. Zu den geförderten Säugetieren zählen u. a. Hörnchenbeutler, Bergbilchbeutler, Bürstenschwanz-Felskänguru, die zu den Australischen Mäusen zählenden Pseudomys fumeus und Pseudomys novaehollandiae sowie Beutelteufel. Stark gefährdet ist auch der Tasmanische Langnasenbeutler, der unter der Ausbreitung von Füchsen leidet. Seit 1991 wurden in den Victoria Zoos mehr als 650 Tasmanische Langnasenbeutler nachgezüchtet und auf den fuchsfreien Inseln Phillip Island, French Island und Churchill Island ausgewildert.
Amphibien- und Reptilienarten, die gefördert werden, betreffen einige Froschlurche wie der zu den Australischen Südfröschen zählende Pseudophryne corroboree, Leguanartige sowie Skinke. Zu den Vogelarten zählen u. a. der bereits erwähnte Goldscheitel-Honigfresser sowie Warzenhonigfresser, Gelbbauchsittich, Schwalbensittich, Steppenläufer und Malleeborstenschwanz. Letztgenannter ist aufgrund von Buschfeuern aus einigen Gebieten verschwunden. Durch die Umsetzung von Wildfängen wird versucht, die Art in ihren ursprünglichen Lebensräumen wieder anzusiedeln.
Bei den besonders geförderten Tierarten befinden sich auch Insekten, namentlich der zu den Gespenstschrecken zählende Baumhummer, die Heuschreckenart Keyacris scurra  sowie die Bläulingsart Candalides noelkeri . Dieser Schmetterling kommt nur am Rande einiger Salzseen im Gebiet von Wimmera in Victoria vor. Dessen Raupen ernähren sich ausschließlich von Myoporum parvifolium, einer Pflanze aus der Familie der Braunwurzgewächse, die aufgrund von Beweidung und Mähen stark zurückgegangen ist. Die Victoria Zoos haben mit Hilfe von Kindergärten, lokalen Behörden sowie Schul- und  Freiwilligengruppen mehr als 5000 Stecklinge der als Raupennahrungsquelle benötigten Pflanze gesetzt, um die verbliebenen Schmetterlingspopulationen zu unterstützen.

## Galerie
Die nachfolgende Bildauswahl zeigt einige Tiere aus dem Healesville Sanctuary:

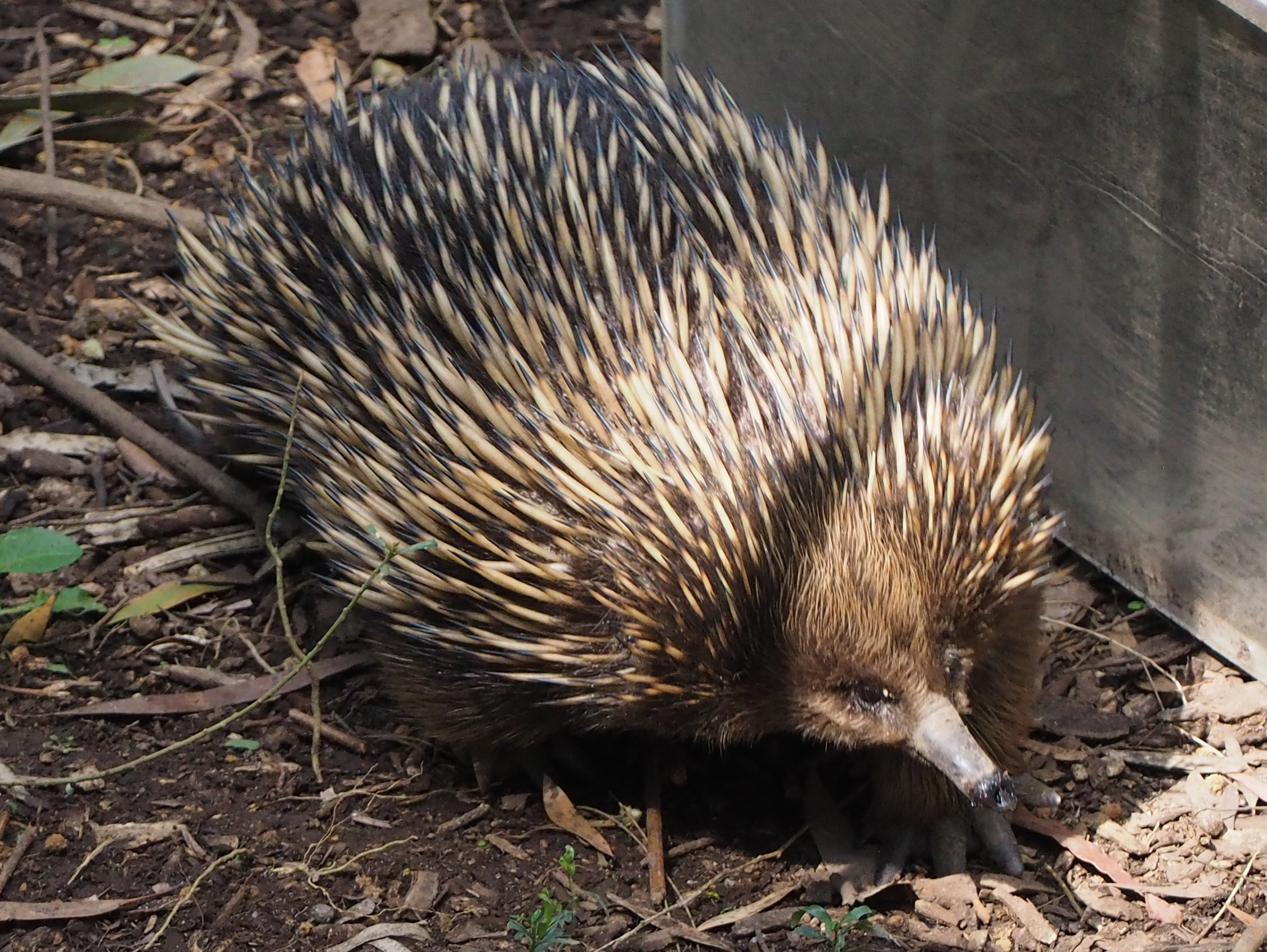
Kurzschnabeligel
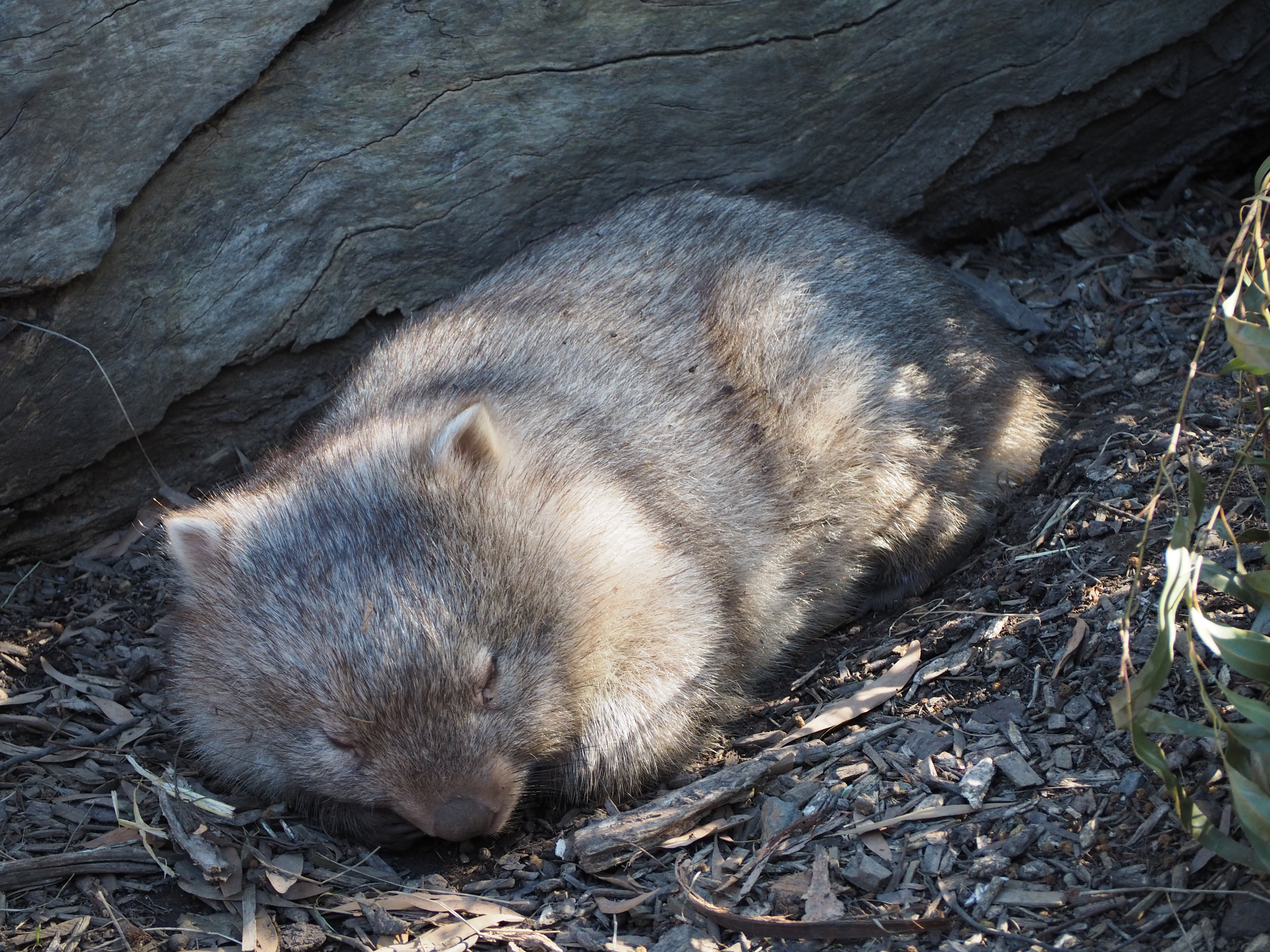
Nacktnasenwombat
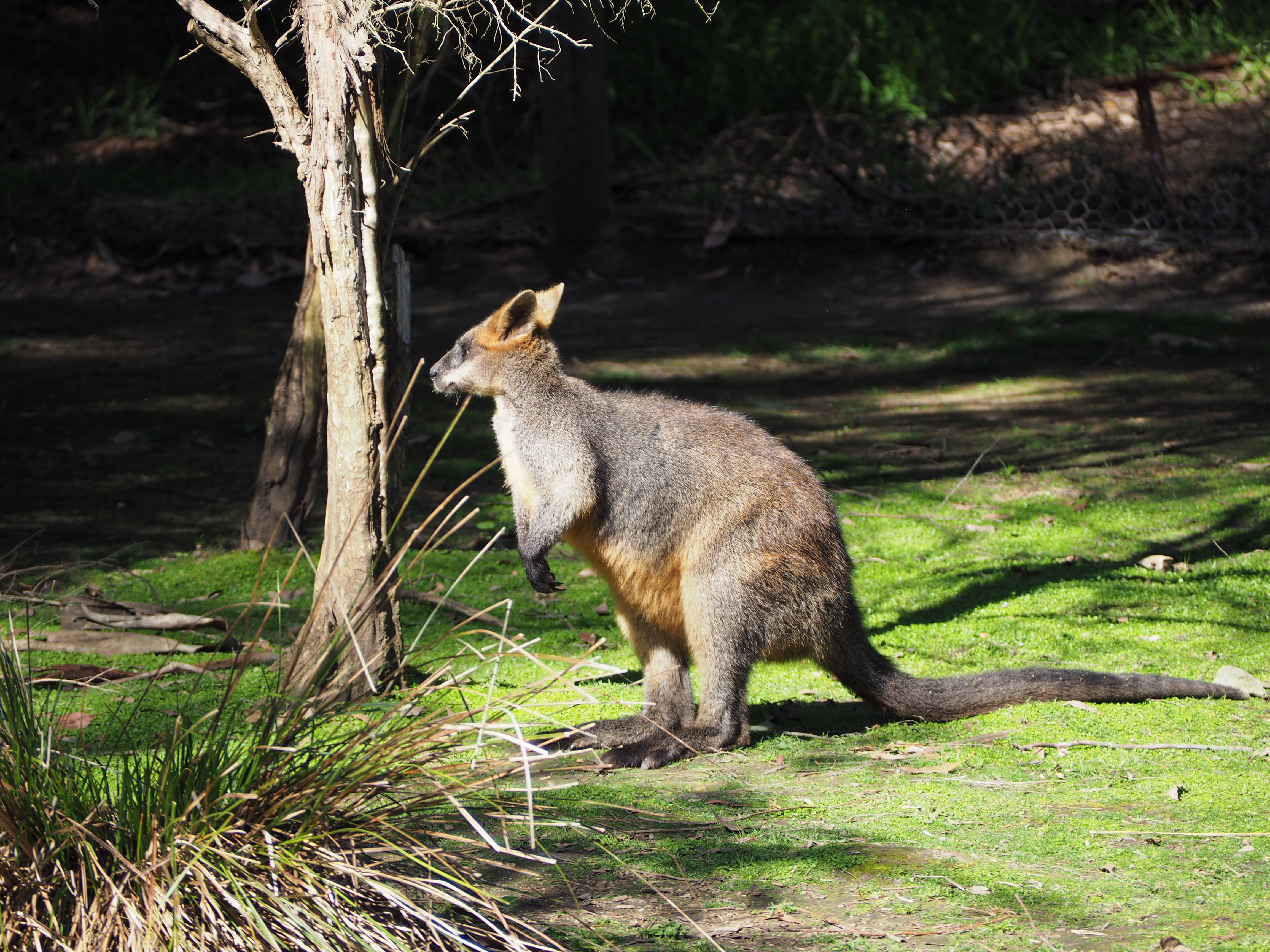
Sumpfwallaby
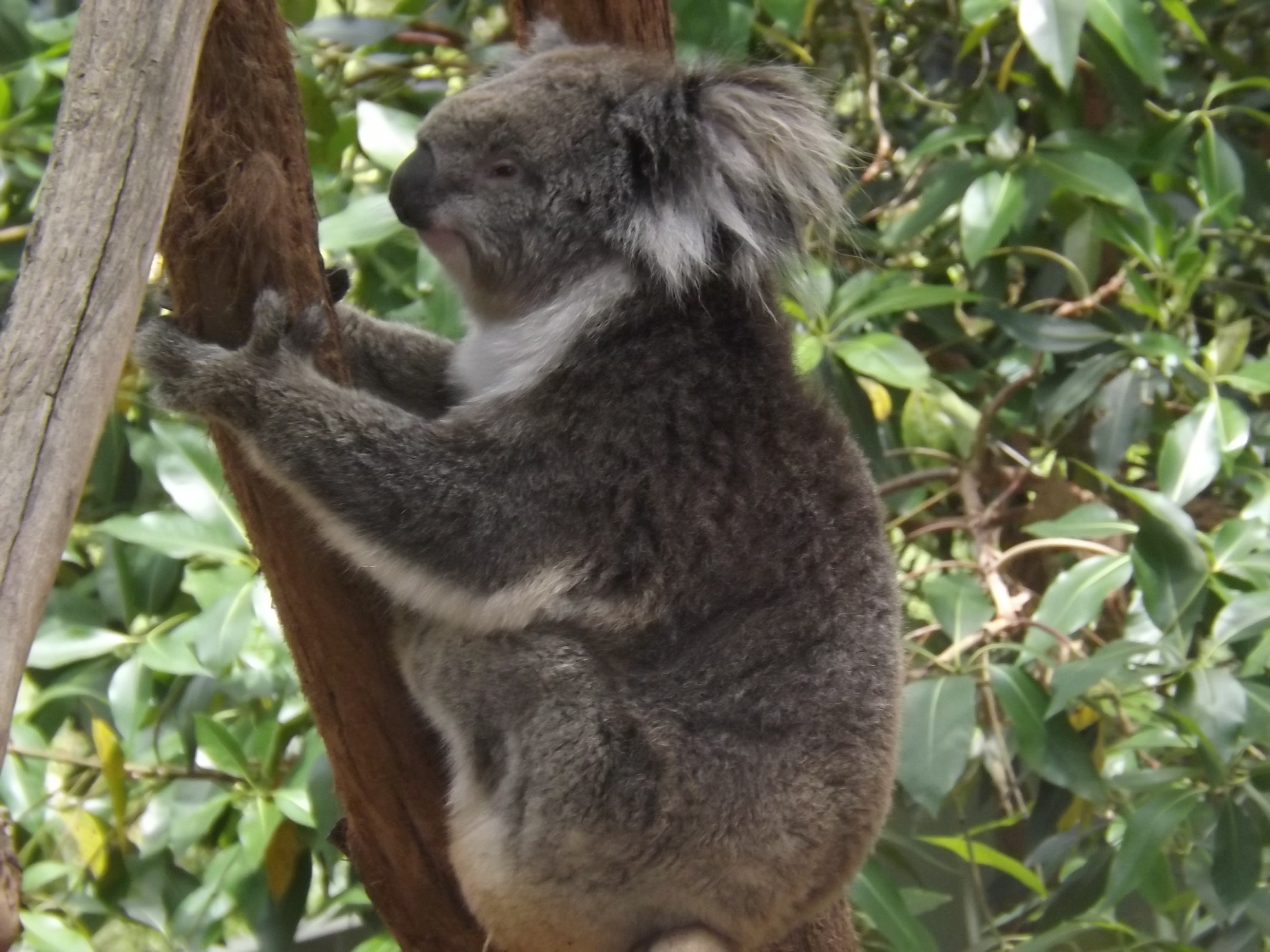
Koala
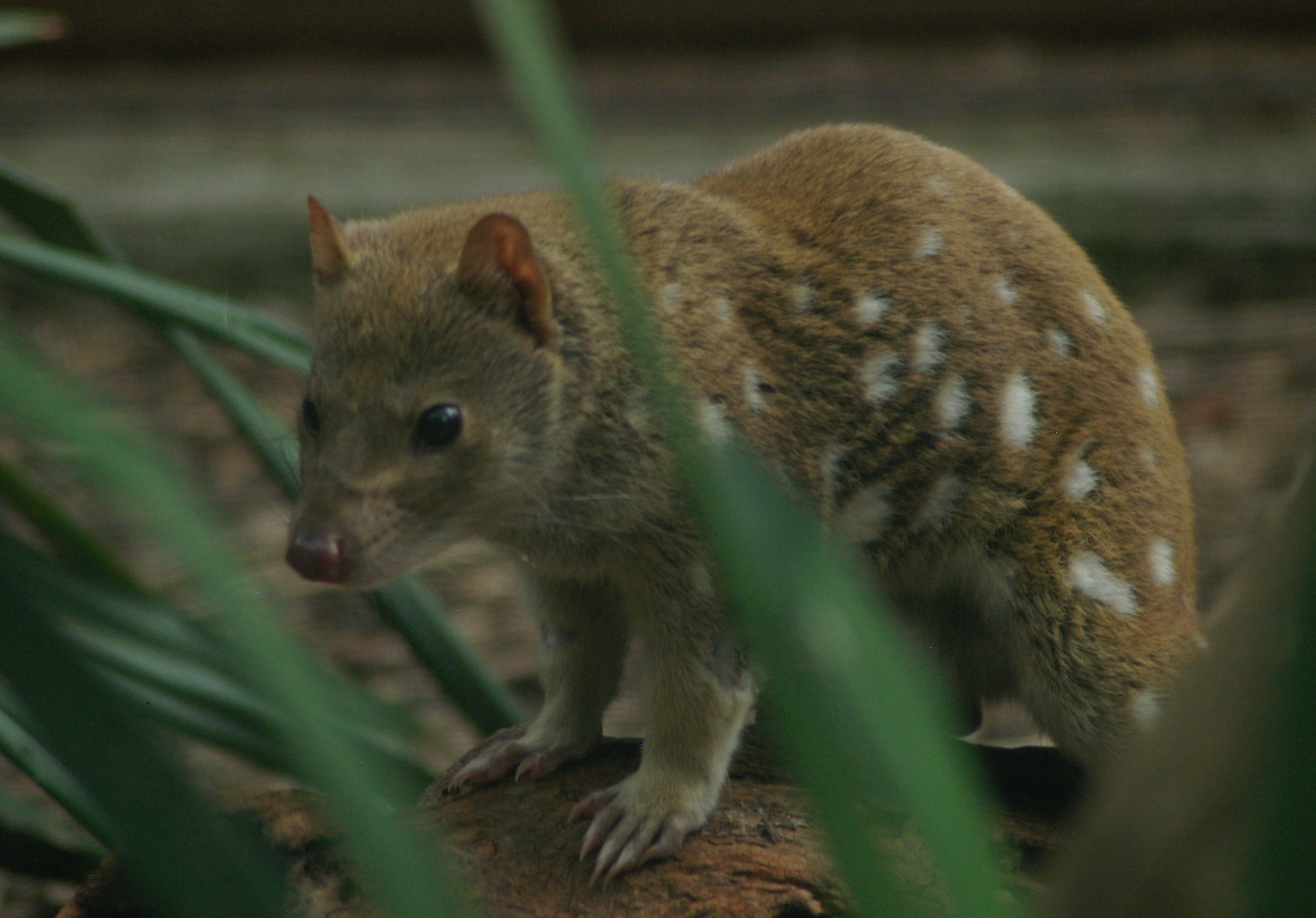
Riesenbeutelmarder
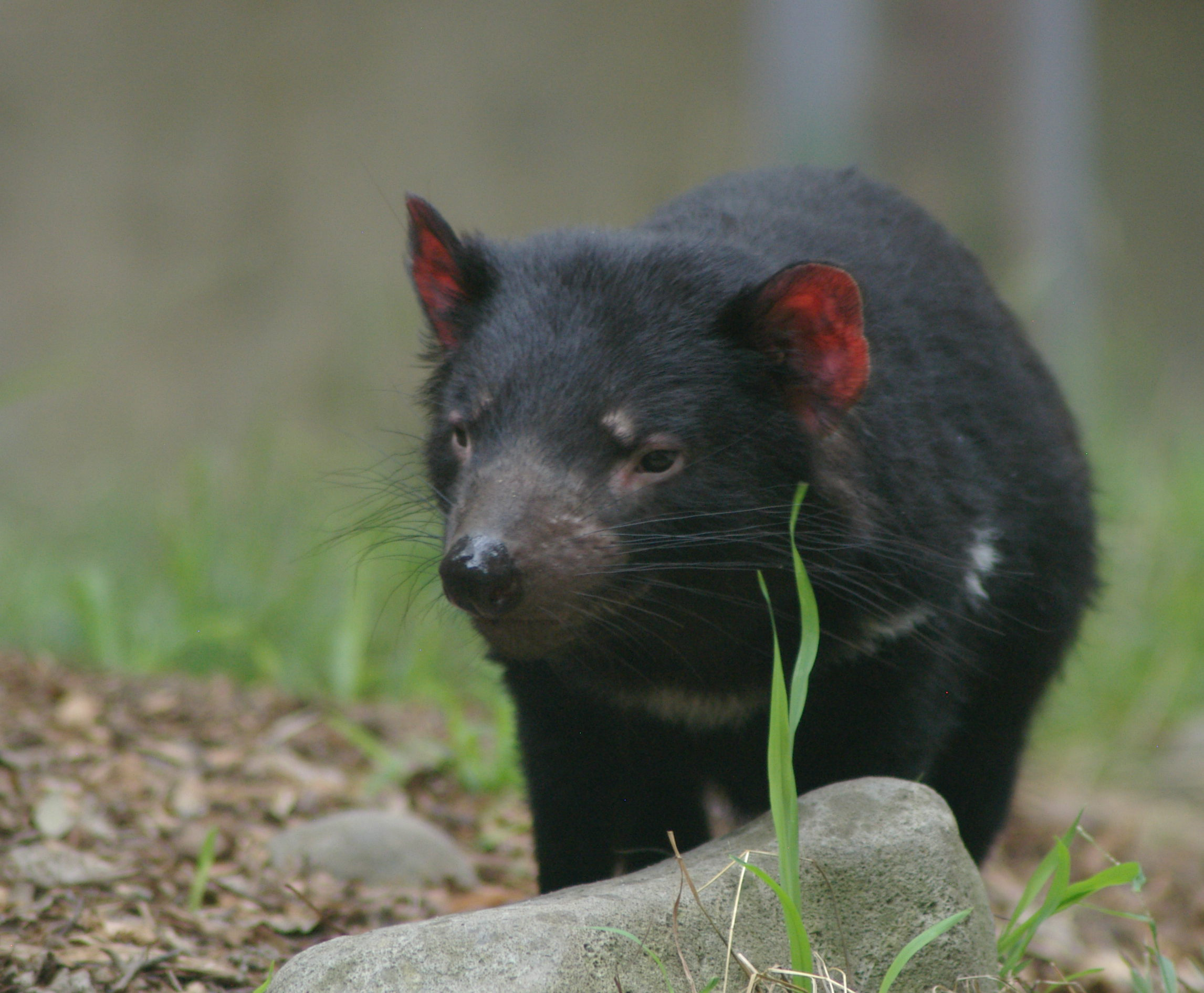
Beutelteufel